# يوسف الدادة
يوسف الدادة بن حسن البيرامي (1826 - 1897) شاعر سوري. ولد في حلب، ونشأ فيها وتعلّم على مشايخها وعلمائها. البيرامي نسبة إلى التكية البيرامية في حلب. سافر إلى مصر وأقام فيها. كان من المشتغلين بالأدب ونظم الشعر، فاشتُهر وذاع صيته. توفّي في أرمناز من أعمال إدلب. له ديوان شعر ونظم الآجرومية ونظم السنوسيّة.

## سيرته
ولد يوسف الداده بن حسن بن عمر داده البيرامي سنة 1826 م/ 1242 هـ، نسبته إلى التكية البيرامية، ولد في حلب ونشأ بها. تلقى العلوم الدينية والأدبية على أعلامها، ورحل إلى مصر والشام وبقي هناك مدة، ولقي من بهما من الأدباء، وأخذ في نظم الشعر إلى أن برز فيه، وصار من الشعراء المجيدين في جودة القريحة وسرعة الخاطر. وفي سنة 1864 توجه إلى قرية كفر تخاريم وأقام مدة، وصار ينتقل بين سلقين وقرقينيا، وعمر بيتاً في قلعة حارم، وكان أغلب إقامته فيها، وفي أواخر حياته عاد إلى حلب وبقي فيها سنتين، ثم رجع إلى أرمناز، وتوفي بها سنة 1897م/ 1315 هـ.